# Александр I (роман)
«Александр I» — роман Д. С. Мережковского, второй в трилогии «Царство Зверя», которая была начата драмой «Павел I» и завершённой романом «14 декабря».

## История создания
Работа над романом началась летом 1909 года в имении Семенцово Новгородской губернии и была завершена во Франции в 1910—1911 годах. В марте 1911 года, несмотря на угрозу ареста (за «связь с террористами») писатель вернулся в Россию и отдал первые главы романа в журнал «Русская мысль», который с мая начал печатать его в каждом номере вплоть до конца 1912 года.
Отдельным изданием «Александр I» вышел в 1913 году и был переиздан в Берлине в 1925 году.:412
Главной для романа, на широком историческом фоне исследовавшем предысторию восстания декабристов 1825 года, была тема «рокового взаимного личного непонимания, на которое обречены русские общественные и политические деятели, стремящиеся
организовать жизнь страны на гуманных, разумных и целесообразных основаниях». В этом произведении были критически рассмотрены — как заговор декабристов во многих его аспектах, русское самодержавие; последнее фактически было объявлено «демонической», «антихристовой» силой.

## Сюжет и персонажи
Если в остросюжетной пьесе «Павел I» главным героем был сам император, вокруг которого сжималось кольцо заговора, то роман «Александр I» построен иначе: это сложное, многоплановое произведение. Центр тяжести его сюжета рассредоточен на нескольких персонажах: «вольнодумец» князь Валерьян Голицын, император Александр, незаконная дочь последнего Софья Нарышкина (возлюбленная Голицына), супруга царя Елизавета Алексеевна.
Герои романа действуют на широком историческом фоне (светское общество Петербурга, основные центры дворянского заговора, масонские ложи и религиозные секты, соперничество временщиков — Аракчеева и митрополита Фотия с обер-прокурором Святейшего Синода князем Голицыным, дядей главного героя).
Критик Олег Михайлов отмечал, что в изображении фигуры Александра I Мережковский следовал характеристикам А. С. Пушкина («Властитель слабый и лукавый…»). Писатель реставрировал этот характер, отказавшись от романтических соблазнов (вроде версии об уходе императора «в скит»), поскольку сам был убеждён в том, что его герой не способен на нравственное подвижничество.
В отношении вопроса об ответственности Александра за гибель отца Мережковский придерживался мнения большинства историков: наследник престола знал подробности заговора, ничего не сделал, чтобы предотвратить его, напротив, дав согласие на действия злоумышленников, закрывая глаза на вероятность трагического исхода.

## Отзывы критики
«Александр I» имел большой читательский успех. «<Это> едва ли не первый русский роман, где близкие нам по времени и по духу исторические лица изображены не в условных, цензурою дозволенных, положениях и позах, а в частном и семейном их быту, со многими тайными подробностями, недоступными до сих пор печати», — писал критик Б. А. Садовской.
Многие из современников, однако, сочли, что «александровская эпоха <была в романе> разработана поверхностно, а декабристское движение — легкомысленно»; что, стремясь отыскать в декабристах «человеческое, автор намеренно затушевывал в них геройское». Тот же Садовской писал о романе: 

Не считаясь с условиями историческими и бытовыми, г. Мережковский строго и пристрастно судит знаменитых наших покойников… ‹…› Гениальный Крылов изображен каким-то дурачком и шутом гороховым; Карамзину зачтено в вину крепостничество; Жуковский — придворный подхалим и т. д. ‹…› А декабристы? Опрометчиво-легкомысленный Рылеев, пошляк Бестужев, ограниченный Пестель, дикий Каховский — все они таковы, что заставляют невольно думать: конечно, декабрьский бунт не мог закончиться удачно, ежели во главе его стояли такие вожди.
Б. Садовской (в статье с характерным заголовком «Оклеветанные тени») «уличал» писателя в исторических неточностях и анахронизмах, а общую идею романа трактовал прямолинейно и упрощённо: «Идея „Александра I“ все та же, давно известная: это развитие его <Мережковского> учения об Антихристе». Неудачу романиста критик объяснял его рационализмом и «книжностью», а также чуждостью России («На глубочайшие явления русской жизни, на таинство её духа Мережковский смотрит глазами умного и наблюдательного иностранца»).
Газетно-журнальные рецензии на роман были противоречивыми; оценки их (как отмечает современный исследователь А.Михин) зависели от отношения критика к религиозной концепции писателя и к его художническим приемам. Так, критик газеты «Речь», Ф. Батюшков, отмечая, что Мережковский вернул историческому роману его статус высокого «вида литературы», полагал, что автор «Александра», ставя перед собой задачу «представить нам „душу живую“ исторических деятелей, показывает нам с чисто-человеческой стороны этих героев <…>. Он выставляет их людьми, с возможными недостатками и слабостями».
Критик журнала «Вестник знания» В. Г. Голиков, отдавая должное художественным достоинствам романа, концентрировал внимание на «богоискательской» тенденции в нём («В движении декабристов Мережковский ищет „религиозную душу“, как он искал её в современном освободительном движении»… «Намерение Мережковского — показать, что Россия всегда была, есть и будет религиозная, даже в атеизме своем»). Полагая, что Мережковский «модернизирует» александровскую эпоху, Голиков ставил ему в вину субъективность в истолковании характеров исторических лиц и «нарочитость художественных приемов, слишком напоминающих Достоевского».
Н. Абрамович в журнале «Новая жизнь» высоко оценивал роль Мережковского в литературной жизни России тех лет, называя его «одним из столпов… литературной современности», но сам роман называл «вялым» и «безжизненным», несущим на себе печать «усталости» автора. Н. Абрамович, указывая, что Мережковский стремился в романе «внушить читателю, что всё было серо, как Аракчеевские поселения», «обескровить» и лишить эпоху «лиризма», «героической напряженности», в целом (как отмечал А.Михин) повторял методологическую ошибку дореволюционных критиков, оценивающих персонажей модернистской прозы с позиций реалистического искусства.